# NMB48のやったんでぃ チューズディ
『NMB48のやったんでぃ チューズディ』（エヌエムビーフォーティエイトのやったんでぃ チューズディ）は、2015年10月8日から2017年11月28日までKawaiian TVで放送されていたバラエティ番組。女性アイドルグループ・NMB48の冠番組。

## 概要
NMB48のメンバー3名が生放送で様々な企画に挑戦する番組。番組冒頭では出演メンバーの近況報告も行われる。
ニコニコチャンネル「Kawaiian TV for ニコニコ」でも生放送されており、コメント機能も利用可能となっている。
また、Twitterのハッシュタグ「#NMBやったんでぃ」で出演メンバーにリアルタイムでメッセージを送る事が可能。
回によっては事前収録での放送になることもあり、その場合は放送中にはコメントについては触れられない。
ひかりTVのチャンネル「Kawaiian for ひかりTV4K」では4K画質放送が行われている。
「NMB48のやったんでぃ チューズディ」は2017年11月28日で終了、2017年12月12日からは「天竺鼠のNAMBAかっ!」が放送開始。

## 生放送番組の変遷
Kawaiian TVでは、2014年12月の開局時よりNMB48のメンバー3名による生放送番組がリニューアルを行われながら続いている。
「Kawaiian くらびぃー!」は月曜日から金曜日の帯番組であるがNMB48が出演していたのは火曜日の「NMB48のチュッとチューズデイ」(番組サブタイトル)になる。
| 番組名                                             | 番組開始日     | 番組終了日     | 放送日   | 放送時間                 |
| -------------------------------------------------- | -------------- | -------------- | -------- | ------------------------ |
| Kawaiian くらびぃー! (NMB48のチュッとチューズデイ) | 2014年12月2日  | 2015年5月26日  | 毎週火曜 | 120分                    |
| NMB48のくらびぃー!                                 | 2015年6月2日   | 2015年6月30日  | 毎週火曜 | 120分                    |
| NMB48がとにかく1時間費やすTV                       | 2015年7月7日   | 2015年9月22日  | 毎週火曜 | 60分                     |
| NMB48のやったんでぃ チューズディ                   | 2015年10月6日  | 2016年11月29日 | 隔週火曜 | 90分                     |
| NMB48のやったんでぃ チューズディ                   | 2016年12月13日 | 2017年11月28日 | 隔週火曜 | 90分 (ひかりTVのみ120分) |

## NMB48のやったんでぃ チューズディ plus
ひかりTVのチャンネル「Kawaiian for ひかりTV4K」では第32回の放送から、番組終了後に「NMB48のやったんでぃ チューズディplus」として30分の延長放送が行われている。
「plus」では主に「激辛採点カラオケやったんでぃ」のコーナーが行われている。
見逃し配信は「大阪チャンネル」でも行われており、生配信ではなく、配信は放送日から約1週間程度遅れて行われるが、「plus」も含めて視聴可。(HD版のみ)

## 主なコーナー

### NMB48のチュッとチューズデイ(Kawaiian くらびぃー!)
深掘りSNSニュース
メンバーの近況報告が行われる。
Kawaiian 大喜利
大喜利コーナー。お題に対してかわいい回答を返す。
コロコロサイコロトーク
サイコロトーク。出演メンバーと視聴者のコメントからトークテーマが決められる。
Kawaiianたこ焼き倶楽部
メンバーが各自持ち寄った食材をタコの代わりに具に使いオリジナルのたこ焼きを作る。
なんばナンバーワン決定戦
NMB48の中で出演メンバーが1番な事をアピール。
Kawaiianカラオケ
カラオケの精密採点機能の得点によって、出演メンバーの中から最高得点獲得者がごほうびスイーツを食べることができる。

### NMB48のやったんでぃ チューズディ
下記のコーナー以外にもその日の出演メンバーに関係したコーナーが行われることが多い。
深掘りSNSニュース
メンバーの近況報告が行われる。
特技披露でアピールやったんでぃ
出演メンバーの特技を披露。
激辛採点カラオケやったんでぃ
カラオケの「完唱!歌いきりまショー!!」機能で完唱ができるとごほうびスイーツを食べることができる。ひかりTV「plus」開始後はその中でこのコーナーが行われている。
継続企画! 完成するまでやったんでぃ
第1回から第13回まで行われていた。ミニ四駆の組み立てなど製作に時間のかかるものに挑戦。完成できなかった場合は次の回に引き継がれていた。

## 放送日程
「Kawaiian くらびぃー!」は火曜日の「NMB48のチュッとチューズデイ」のみ記載。

### Kawaiian くらびぃー!
| 「Kawaiian くらびぃー!」 放送日程 | 「Kawaiian くらびぃー!」 放送日程 | 「Kawaiian くらびぃー!」 放送日程 | 「Kawaiian くらびぃー!」 放送日程 |
| 回                                | 放送日                            | 出演メンバー                      | 備考                              |
| --------------------------------- | --------------------------------- | --------------------------------- | --------------------------------- |
| 1                                 | 2014年12月2日                     | 岸野里香、高野祐衣、近藤里奈      |                                   |
| 6                                 | 2014年12月9日                     | 山田菜々、谷川愛梨、村瀬紗英      |                                   |
| 11                                | 2014年12月16日                    | 沖田彩華、川上礼奈、石塚朱莉      |                                   |
| 16                                | 2014年12月23日                    | 門脇佳奈子、木下百花、太田夢莉    |                                   |
| 21                                | 2014年12月30日                    | 高野祐衣、磯佳奈江、三田麻央      |                                   |
| 24                                | 2015年1月6日                      | 木下春奈、渋谷凪咲、薮下柊        |                                   |
| 29                                | 2015年1月13日                     | 門脇佳奈子、林萌々香、日下このみ  |                                   |
| 34                                | 2015年1月20日                     | 山尾梨奈、大段舞依、中野麗来      |                                   |
| 39                                | 2015年1月27日                     | 村上文香、石塚朱莉、武井紗良      |                                   |
| 48                                | 2015年2月10日                     | 木下春奈、川上千尋、黒川葉月      |                                   |
| 53                                | 2015年2月17日                     | 山口夕輝、古賀成美、西村愛華      |                                   |
| 62                                | 2015年3月3日                      | 三田麻央、矢倉楓子、渋谷凪咲      |                                   |
| 67                                | 2015年3月10日                     | 山口夕輝、吉田朱里、小谷里歩      |                                   |
| 72                                | 2015年3月17日                     | 沖田彩華、東由樹、近藤里奈        |                                   |
| 77                                | 2015年3月24日                     | 上枝恵美加、薮下柊、太田夢莉      |                                   |
| 79                                | 2015年3月31日                     | 日下このみ、須藤凜々花、森田彩花  |                                   |
| 84                                | 2015年4月7日                      | 谷川愛梨、木下春奈、内木志        |                                   |
| 89                                | 2015年4月14日                     | 村瀬紗英、川上礼奈、井尻晏菜      |                                   |
| 93                                | 2015年4月21日                     | 岸野里香、上西恵、加藤夕夏        |                                   |
| 98                                | 2015年4月28日                     | 山本彩、門脇佳奈子、小谷里歩      |                                   |
| 103                               | 2015年5月5日                      | 明石奈津子、石塚朱莉、三田麻央    |                                   |
| 107                               | 2015年5月12日                     | 渋谷凪咲、植田碧麗、黒川葉月      |                                   |
| 112                               | 2015年5月19日                     | 山尾梨奈、森田彩花、松村芽久未    |                                   |
| 117                               | 2015年5月26日                     | 吉田朱里、林萌々香、城恵理子      |                                   |

### NMB48のくらびぃー!
| 「NMB48のくらびぃー!」 放送日程 | 「NMB48のくらびぃー!」 放送日程 | 「NMB48のくらびぃー!」 放送日程  | 「NMB48のくらびぃー!」 放送日程                                          |
| 回                              | 放送日                          | 出演メンバー                     | 備考                                                                     |
| ------------------------------- | ------------------------------- | -------------------------------- | ------------------------------------------------------------------------ |
| 1                               | 2015年6月2日                    | 沖田彩華、武井紗良、石田優美     |                                                                          |
| 2                               | 2015年6月9日                    | 木下春奈、松岡知穂、薮下柊       |                                                                          |
| 3                               | 2015年6月16日                   | 門脇佳奈子、中野麗来、鵜野みずき | 鵜野がパイナップル入りたこ焼きを作ろうとするが、謎の物体が出来上がった。 |
| 4                               | 2015年6月23日                   | 西澤瑠莉奈、村瀬紗英、岸野里香   |                                                                          |
| 5                               | 2015年6月30日                   | 谷川愛梨、上西恵、植村梓         |                                                                          |

### NMB48がとにかく1時間費やすTV
| 「NMB48がとにかく1時間費やすTV」 放送日程 | 「NMB48がとにかく1時間費やすTV」 放送日程 | 「NMB48がとにかく1時間費やすTV」 放送日程 | 「NMB48がとにかく1時間費やすTV」 放送日程 |
| 回                                        | 放送日                                    | 出演メンバー                              | 概要                                      |
| ----------------------------------------- | ----------------------------------------- | ----------------------------------------- | ----------------------------------------- |
| 1                                         | 2015年7月7日                              | 矢倉楓子、井尻晏菜、川上礼奈              | 妄想恋愛トーク                            |
| 2                                         | 2015年7月14日                             | 加藤夕夏、須藤凜々花、吉田朱里            | ほやの塩辛争奪3番勝負                     |
| 3                                         | 2015年7月28日                             | 近藤里奈、岸野里香、中野麗来              | 怪談話 ゲストにダイノジ・大谷ノブ彦       |
| 4                                         | 2015年8月18日                             | 上西恵、須藤凜々花、岸野里香              | 夏休み気分で盛り上がろう                  |
| 5                                         | 2015年8月25日                             | 三田麻央、吉田朱里、小谷里歩              | 夏休みを満喫                              |
| 6                                         | 2015年9月8日                              | 西澤瑠莉奈、谷川愛梨、太田夢莉            | クレープアート                            |
| 7                                         | 2015年9月22日                             | 加藤夕夏、薮下柊、村瀬紗英                | うさぎになりきって1時間                   |

### NMB48のやったんでぃ チューズディ(第1回 - 第31回)
アンケート機能を使用して出演メンバーからMVPを決められることがある。
| 「やったんでぃ チューズディ」(第1回 - 第31回) 放送日程 | 「やったんでぃ チューズディ」(第1回 - 第31回) 放送日程 | 「やったんでぃ チューズディ」(第1回 - 第31回) 放送日程 | 「やったんでぃ チューズディ」(第1回 - 第31回) 放送日程 | 「やったんでぃ チューズディ」(第1回 - 第31回) 放送日程                                                                 | 「やったんでぃ チューズディ」(第1回 - 第31回) 放送日程                                                                        |
| 回                                                     | 放送日                                                 | 出演メンバー                                           | MVP                                                    | コーナー | 備考 |
| ------------------------------------------------------ | ------------------------------------------------------ | ------------------------------------------------------ | ------------------------------------------------------ | --- | --- |
| 1                                                      | 2015年10月6日                                          | 日下このみ、木下春奈、門脇佳奈子                       | (投票なし)                                             | Must be now モノマネやったんでぃ                                                                                       | 継続企画「ミニ四駆」 |
| 2                                                      | 2015年10月27日                                         | 西澤瑠莉奈、上西恵、岸野里香                           | (投票なし)                                             | 卓上スポーツやったんでぃ                                                                                               | |
| 3                                                      | 2015年11月3日                                          | 川上礼奈、中野麗来、石塚朱莉                           | (投票なし)                                             | スタジオ球技大会やったんでぃ                                                                                           | |
| 4                                                      | 2015年11月17日                                         | 久代梨奈、矢倉楓子、沖田彩華                           | (投票なし)                                             | インドアゲームやったんでぃ                                                                                             | 継続企画「大人の塗り絵」 |
| 5                                                      | 2015年12月1日                                          | 谷川愛梨、石田優美、吉田朱里                           | (投票なし)                                             | 闇鍋やったんでぃ | |
| 6                                                      | 2015年12月15日                                         | 小谷里歩、加藤夕夏、門脇佳奈子                         | (投票なし)                                             | クリスマス プレゼント交換 やったんでぃ                                                                                 | |
| 7                                                      | 2015年12月29日                                         | 三田麻央、谷川愛梨、村瀬紗英                           | (投票なし)                                             | 2015年NMB48流行語大賞                                                                                                  | コオロギ入りの明石焼きをミニゲームで負けたメンバーが 罰ゲームで食べる事を三田が提案したが、三田本人が負けて食べる事になった。 |
| 8                                                      | 2016年1月12日                                          | 渋谷凪咲、木下春奈、白間美瑠                           | (投票なし)                                             | 新春かくし芸やったんでぃ                                                                                               | 継続企画「ジグソーパズル」 |
| 9                                                      | 2016年1月26日                                          | 太田夢莉、須藤凜々花、植村梓                           | (投票なし)                                             | 2016年の運試しやったんでぃ                                                                                             | |
| 10                                                     | 2016年2月9日                                           | 川上千尋、上枝恵美加、井尻晏菜                         | (投票なし)                                             | 井尻晏菜の新米副キャプテンがやったんでぃ                                                                               | |
| 11                                                     | 2016年2月23日                                          | 植田碧麗、林萌々香、門脇佳奈子                         | (投票なし)                                             | 美肌になるまでやったんでぃ                                                                                             | |
| 12                                                     | 2016年3月8日                                           | 木下百花、武井紗良、川上礼奈                           | (投票なし)                                             | とことんマシュマロでやったんでぃ                                                                                       | |
| 13                                                     | 2016年3月22日                                          | 森田彩花、石塚朱莉、谷川愛梨                           | (投票なし)                                             | 面白マスク作ったんでぃ                                                                                                 | 継続企画「粘土のジオラマ」 |
| 14                                                     | 2016年4月5日                                           | 植村梓、沖田彩華、村瀬紗英                             | 村瀬紗英                                               | ダンボールでとことんやったんでぃ                                                                                       | |
| 15                                                     | 2016年4月19日                                          | 磯佳奈江、植田碧麗、大段舞依                           | 植田碧麗                                               | 甘噛みでやったんでぃ                                                                                                   | |
| 16                                                     | 2016年5月3日                                           | 太田夢莉、加藤夕夏、薮下柊                             | 太田夢莉                                               | 私も意外とやったんでぃ                                                                                                 | ゲストにミライスカート |
| 17                                                     | 2016年5月17日                                          | 矢倉楓子、東由樹、日下このみ                           | 矢倉楓子                                               | サイコロトークでNo.1決めたんでぃ                                                                                       | |
| 18                                                     | 2016年5月31日                                          | 木下百花、久代梨奈、中野麗来                           | 中野麗来                                               | 打倒百花!Gに打ち勝ったんでぃ                                                                                           | |
| 19                                                     | 2016年6月14日                                          | 川上千尋、内木志、薮下柊                               | 内木志                                                 | チームBIIの相関図作ったんでぃ                                                                                          | |
| 20                                                     | 2016年6月28日                                          | 村瀬紗英、三田麻央、堀詩音                             | 堀詩音                                                 | ぶっちゃけドッジボールやったんでぃ                                                                                     | |
| 21                                                     | 2016年7月12日                                          | 谷川愛梨、渋谷凪咲、市川美織                           | 谷川愛梨                                               | 勝手にメンバーの水着選びやったんでぃ                                                                                   | |
| 22                                                     | 2016年7月26日                                          | 川上礼奈、森田彩花、植村梓                             | 川上礼奈                                               | チームMの相関図作ったんでぃ                                                                                            | |
| 23                                                     | 2016年8月9日                                           | 武井紗良、山尾梨奈、城恵理子                           | 城恵理子                                               | NMB48 vs スイーツ怪人                                                                                                  | ゲストにランパンプス・寺内ゆうき                                                                                              |
| 24                                                     | 2016年8月23日                                          | 加藤夕夏、久代梨奈、古賀成美                           | (投票なし)                                             | ハズレ付き射的やったんでぃ 帰ってきた!たこ焼きトークやったんでぃ                                                       | |
| 25                                                     | 2016年9月6日                                           | 石塚朱莉、村瀬紗英、薮下柊                             | 村瀬紗英                                               | NMB48 vs スイーツ怪人 リベンジ                                                                                         | ゲストにランパンプス・寺内ゆうき                                                                                              |
| 26                                                     | 2016年9月20日                                          | 矢倉楓子、内木志、東由樹                               | 矢倉楓子                                               | ゆきつんカメラ講座やったんでぃ                                                                                         | ゲストにマイコ(キング・クリームソーダ) Twitterのハッシュタグ「#NMBやったんでぃ」がトレンドにランクイン。                      |
| 27                                                     | 2016年10月4日                                          | 木下百花、岸野里香、中野麗来                           | 岸野里香                                               | 勝手にブッキング!ももカルチャークラブ                                                                                  | ゲストに谷口崇 |
| 28                                                     | 2016年10月18日                                         | 渋谷凪咲、川上千尋、植村梓                             | (投票なし)                                             | 植村梓のカップラーメン品評会                                                                                           | |
| 29                                                     | 2016年11月1日                                          | 沖田彩華、加藤夕夏、村瀬紗英                           | 村瀬紗英                                               | 沖田彩華のカープ以外にもいろいろあるじゃけん                                                                           | |
| 30                                                     | 2016年11月15日                                         | 上西恵、林萌々香、須藤凜々花                           | 林萌々香                                               | 須藤凜々花の秋の夜長にオススメ読書ランキング 上西恵のうちの妹をよろしくお願いします 最高のモカパンチ写真をバズらせよう | |
| 31                                                     | 2016年11月29日                                         | 川上礼奈、山尾梨奈、堀詩音                             | 山尾梨奈                                               | 堀詩音の北海道だけじゃない!私のオンリーワン発表                                                                        | |

### NMB48のやったんでぃ チューズディ(第32回 - )
2016年12月13日放送の第32回から、ひかりTV「NMB48のやったんでぃ チューズディplus」が開始。plusでは主に「激辛採点カラオケやったんでぃ」が行われている。
| 「やったんでぃ チューズディ」(第32回 - ) 放送日程 | 「やったんでぃ チューズディ」(第32回 - ) 放送日程 | 「やったんでぃ チューズディ」(第32回 - ) 放送日程 | 「やったんでぃ チューズディ」(第32回 - ) 放送日程 | 「やったんでぃ チューズディ」(第32回 - ) 放送日程                                                                                  | 「やったんでぃ チューズディ」(第32回 - ) 放送日程 |
| 回                                                | 放送日                                            | 出演メンバー                                      | MVP                                               | コーナー | 備考                                              |
| ------------------------------------------------- | ------------------------------------------------- | ------------------------------------------------- | ------------------------------------------------- | --- | ------------------------------------------------- |
| 32                                                | 2016年 12月13日                                   | 石塚朱莉、上枝恵美加、日下このみ                  | (投票なし)                                        | 石塚朱莉のあんちゅ食堂開店! 日下このみのブームのダンスに乗っかろう!!                                                               |                                                   |
| 33                                                | 12月27日                                          | 磯佳奈江、武井紗良、村中有基                      | (投票なし)                                        | 村中有基の正規メンバーに聞きたい10の質問 磯佳奈江の足技選手権                                                                      |                                                   |
| 34                                                | 2017年 1月10日                                    | 三田麻央、吉田朱里、堀詩音                        | (投票なし)                                        | 吉田朱里の劇的メークアップ講座!! 三田麻央のおすすめアニメ紹介! 堀詩音の教えてTeam N!                                               |                                                   |
| 35                                                | 1月24日                                           | 山尾梨奈、大段舞依、川上千尋                      | (投票なし)                                        | 大段舞依の海老で巻き寿司を作ろう! 川上千尋の阪神タイガース入門講座 山尾梨奈の2016年の劇場公演を振り返る                            | この回から放送時間が変更                          |
| 36                                                | 2月7日                                            | 谷川愛梨、薮下柊、古賀成美                        | (投票なし)                                        | 谷川愛梨のIQアゲアゲ大作戦! 薮下柊の卒業までにやりたい10のこと 古賀成美のお手軽ポップコーンを作ろう!                               |                                                   |
| 37                                                | 2月21日                                           | 林萌々香、日下このみ、森田彩花                    | (投票なし)                                        | 林萌々香の号外!モカ新聞! 森田彩花のバランスゲームで度胸試し! 日下このみの新曲振り付けココを見て!                                   |                                                   |
| 38                                                | 3月7日                                            | 武井紗良、久代梨奈、植村梓                        | (投票なし)                                        | 植村梓の私だけが知っている2人の良いとこ伝えたい! 久代梨奈のTeam BII 新ルール作りたい! 武井紗良のさららんベーカリーへようこそ!      |                                                   |
| 39                                                | 3月21日                                           | 内木志、加藤夕夏、堀詩音                          | (投票なし)                                        | 堀詩音の以心伝心クイズ 内木志のコスプレ愛を語りたい 加藤夕夏の新作うーかどーがを3人でつくっちゃおう!                               |                                                   |
| 40                                                | 4月4日                                            | 渋谷凪咲、山尾梨奈、城恵理子                      | (投票なし)                                        | 渋谷凪咲の目指せお天気お姉さん 山尾梨奈のやっぱりウチのチームがナンバーワン 城恵理子のオリジナルわたがし作りに挑戦!                |                                                   |
| 41                                                | 4月18日                                           | 磯佳奈江、上枝恵美加、井尻晏菜                    | 上枝恵美加                                        | 井尻晏菜の3人でオリキャラを考えよう! 磯佳奈江のサッカーボール作りに挑戦! 上枝恵美加の手作りチーズフォンデュでパーティー!           |                                                   |
| 42                                                | 5月2日                                            | 三田麻央、鵜野みずき、石田優美                    | 鵜野みずき                                        | 三田麻央の勝手にアテレコ祭り! 鵜野みずきの鹿だけじゃない!?奈良の見所教えます 石田優美の新・パイナップルのお供を探せ!               |                                                   |
| 43                                                | 5月16日                                           | 白間美瑠、古賀成美、日下このみ                    | 白間美瑠                                          | 白間美瑠のこの人誰だかあててみて! 古賀成美のNMB48激辛部へようこそ! 日下このみの実はこの曲めっちゃ振り付けしたいねん!               |                                                   |
| 44                                                | 5月30日                                           | 川上千尋、谷川愛梨、西澤瑠莉奈                    |                                                   | 川上千尋の目指せ女優！即興お芝居に挑戦！ 西澤瑠莉奈の未来絵日記発表会！ 谷川愛梨の生クリームでクッキーを作っちゃおう！             |                                                   |
| 45                                                | 6月13日                                           | 山尾梨奈、矢倉楓子、上枝恵美加                    |                                                   | 上枝恵美加の世界ふしぎ発見！？ 山尾梨奈のお洒落スナップでインスタを盛り上げよう！ 矢倉楓子のフローズンアイスで即興レポート！       |                                                   |
| 46                                                | 6月27日                                           | 村瀬紗英、川上礼奈、松村芽久未                    |                                                   | 村瀬紗英のWEARISTAがコーディネート教えます！ 川上礼奈のうどん姫でＣＭゲット大作戦！ 松村芽久未のみんなでバースデーケーキを作ろう！ |                                                   |
| 47                                                | 7月11日                                           | 沖田彩華、東由樹、大段舞依                        |                                                   | 大段舞依のヨガ教室開講！ 東由樹の匂いフェチ！ゆきつんの流儀 沖田彩華のレモンパンケーキで広島愛を見せつけろ！                       |                                                   |
| 48                                                | 7月25日                                           | 磯佳奈江、西澤瑠莉奈、三田麻央                    |                                                   | 西澤瑠莉奈の私的重大ニュースをイラストで発表！ 磯佳奈江の本当は魅力がいっぱい茨城県！ 三田麻央の激ウマかき氷で夏を乗り切れ！       |                                                   |
| 49                                                | 8月8日                                            | 鵜野みずき、日下このみ、中野麗来                  |                                                   | 中野麗来のオリジナルギャグをプロデュース！ 鵜野みずきのこれが″みぃーき”だ！生態調査！！ 日下このみの″このみん焼き”作ってみた！     |                                                   |
| 50                                                | 8月22日                                           | 渋谷凪咲、武井紗良、村瀬紗英                      |                                                   | 村瀬紗英のバドミントンで狙い撃ち！ 渋谷凪咲のオリジナル護身術を伝授！ 武井紗良のパンケーキアートで遊んじゃおう！                   |                                                   |
| 51                                                | 9月5日                                            | 安藤愛璃菜、上西怜、安田桃寧                      |                                                   | 安藤愛璃菜の飴ちゃん作りにチャレンジ！ 上西怜のホットプレートでオムライスパーティー！ 安田桃寧の桃で手作りクレープを作ろう！       |                                                   |
| 52                                                | 9月19日                                           | 井尻晏菜、加藤夕夏、川上千尋                      |                                                   | 加藤夕夏の戸惑ってためらってゲーム！ 川上千尋の体幹バランスゲームで勝負！ 井尻晏奈の似顔絵イラストクイズ！                         |                                                   |
| 53                                                | 10月3日                                           | 明石奈津子、谷川愛梨、森田彩花                    |                                                   | 明石奈津子の絶対落とすな！無限トス！ 森田彩花の動物愛確かめクイズ！ 谷川愛梨のえびせんを１から作ってみよう！                       |                                                   |
| 54                                                | 10月17日                                          | 石田優美、林萌々香、山尾梨奈                      |                                                   | 石田優美の滑舌向上委員会！ 林萌々香の新しい駄菓子の食べ方を探そう！ 山尾梨奈のアイシングで遊んでみよう！                           |                                                   |
| 55                                                | 10月31日                                          | 大段舞依、小嶋花梨、内木志                        |                                                   | 大段舞依の頭を使え！記憶力テスト！ 内木志のオリジナルキャラ弁で遊ぼう！ 小嶋花梨のオリジナル炭酸ジュースを作ろう！                 |                                                   |
| 56                                                | 11月14日                                          | 石塚朱莉、日下このみ、清水里香                    |                                                   | 日下このみの嫌いなものがないなら何でも食べてみよう！ 石塚朱莉のスライム作って冒険しよう！ 清水里香のシメはこの梅茶漬けで決まり！   |                                                   |

## 特番
Kawaiian TVでは、度々生放送の特番が行われており、NMB48のメンバーもメインの出演者もしくはゲストとして出演することが多い。
| 放送日        | 番組名                                                             | 出演NMB48メンバー                                                      | 備考 |
| ------------- | ------------------------------------------------------------------ | ---------------------------------------------------------------------- | --- |
| 2015年7月15日 | でかせぎ YNN #1 第2回ドリアン料理をつくろうGALAXY                  | 三田麻央、山本彩、吉田朱里、須藤凜々花、小谷里歩、近藤里奈、岸野里香   | 須藤がドリアンジュースを吐き出したところを見て、山本が爆笑したはずみに額をぶつけ悶絶しているうちに番組終了。                                                                         |
| 2015年8月18日 | でかせぎYNN KawaiianGALAXY 交流会3時間生放送SP                     | 三田麻央、矢倉楓子、須藤凜々花、古賀成美、川上礼奈、木下百花、岸野里香 | |
| 2015年8月29日 | オペレーション：IDOL. 〜あの娘にズッキュン!〜                      | 磯佳奈江、東由樹                                                       | サバイバルゲームに挑戦。 |
| 2016年1月5日  | 新春Kawaiian!アイドルごちゃまぜSP 2016」#2                         | 三田麻央、木下百花、井尻晏菜、須藤凜々花、門脇佳奈子                   | 「新春アニメ・ゲーム討論会」のコーナー(後に単独の番組「二次元同好会」となる)で、 井尻が『隠の王』の登場人物「宵風」に対しての想いを書いた自筆の手紙を自分で読み、 感極まって涙した。 |
| 2016年8月18日 | おかまーちゅんチャンネル 夏のオールナイト 公開生おかまーちゅんSP!! | 川上礼奈、岸野里香                                                     | |
| 2016年8月20日 | PASSPO☆ ジャンボじぇっTV 25時間フライトSP!!                        | 三田麻央、井尻晏菜                                                     | 「ニュースの結論（略して）バラ売り」、「二次元同好会」特別編に出演。 |
| 2016年12月7日 | おかまーちゅんチャンネル #18                                       | 村瀬紗英                                                               | 小笠原茉由体調不良により代理出演。 |